# Nigeria International 1983
Die Nigeria International 1983 im Badminton (auch als Nigeria Open 1983 bekannt) fanden vom 27. Februar bis zum 4. März 1983 in Lagos statt. Es war die 7. Auflage dieser Veranstaltung.

## Finalresultate
| Disziplin    | Sieger                        | Finalist                    | Ergebnis           |
| ------------ | ----------------------------- | --------------------------- | ------------------ |
| Herreneinzel | Samson Egbeyemi               | Babatunde Badiru            | 10–15, 15–12, 15–9 |
| Dameneinzel  | Grace Edwards                 | I. Owolabi                  | 5–11, 11–1, 12–9   |
| Herrendoppel | Babatunde Badiru Olusesan     | Clement Ogbo Folusho Davies | 8–15, 15–12, 15–12 |
| Damendoppel  | Grace Edwards Bukola Bakreen  | I. Owolabi Oby Edoga        | 15–6, 15–7         |
| Mixed        | Samson Egbeyemi Grace Edwards | Ayinla Bankole              | 15–12, 15–4        |